# Шпионы и предатели
«Шпионы и предатели» — цикл фильмов, рассказывающий о самых знаменитых шпионах ЦРУ и КГБ, выходивший на телеканале ДТВ с 6 мая 2007 по 29 июня 2008 года.

## О программе
Каждый из 36 фильмов проекта повествует о работе отечественной разведки и контрразведки. В основу документального цикла легли громкие уголовные дела, самые сенсационные и скандальные разоблачения. Авторы фильма используют уникальный архив видеоматериалов о разоблачении иностранных агентов и террористов на территории нашей страны и о деятельности советских разведчиков за рубежом. Каждый фильм цикла — это задокументированная подготовка к секретным операциям, скрытое наблюдение, захваты, допросы, следственные эксперименты. Располагая уникальными материалами, авторы документального цикла детально и реалистично воссоздают ход операций, показывают, как появляются гипотезы, рисуют пути поиска. Весь цикл «Шпионы и предатели» выдержан в жёсткой документальной манере, а повествование основывается на фактах и документах. Автор цикла «Шпионы и предатели» заслуженный деятель искусств России и Грузии, лауреат государственных премий кинорежиссёр Вахтанг Микеладзе.
Многие серии цикла являются актуализированным повторением фильмов, ранее продемонстрированных в цикле «Документальный детектив» Вахтанга Микеладзе.

## Список фильмов с краткой аннотацией
1. «Ампула с ядом»
Фильм рассказывает о разоблачении научного работника Адольфа Толкачёва, нанесшего серьёзный ущерб военно-воздушным силам СССР, передав ЦРУ многочисленные секретные материалы. Толкачёв всегда мечтал иметь много денег. И мечта сбылась, когда он начал торговать государственными секретами. Как считают сами американцы, благодаря полученной от него информации, США сэкономили более 10 миллиардов долларов. Но когда Толкачёв почувствовал опасность и обратился за помощью, американцы прислали ему… ампулу с ядом.
2. «Тайник на проезде Серебрякова»
Фильм рассказывает о разоблачении сотрудника советской разведки Леонида Полещука, работавшего на ЦРУ. Проиграв в казино триста долларов государственных денег, он становится лёгкой добычей ЦРУ. При вербовке Полещук поставил только одно условие: не встречаться с американскими разведчиками на территории СССР.
3. «Дело агента Деметриуса»
В начале девяностых годов, когда в России круто менялась жизнь, ответственный работник Вадим Синцов тоже захотел перемен. В надежде разбогатеть, он становится агентом английской разведки.
Сотрудники секретной службы Великобритании дали ему имя Деметриус. А в разработке российской контрразведки он проходил как «Шейх».
4. «Свои или чужие?»
Существуют секреты, которые хранят до конца жизни. Но есть и такие тайны, которые не раскрываются никогда. Фильм расскажет об одной из самых загадочных историй советской разведки.
О Юрченко и Анатолии Борисовиче Максимове.
5. «Берлинский туннель»
Советский разведчик Джордж Блейк был приговорён английским судом к 42 годам заключения. Как писали газеты, он получил по году за каждого сданного им агента. Однако сам Блейк считает, что рассекретил 400 человек. Фильм рассказывает об одной из самых нашумевших операций легендарного разведчика.
6. «Шпионские страсти. На море и в воздухе».
Иностранные спецслужбы всегда интересовались государственными секретами России. В 1990-е годы, воспользовавшись временной слабостью великой державы, на нас обрушились и с Запада, и с Востока. Особая охота шла за военными секретами.
7. «Шпион по кличке „Герой“».
И в США, и в Великобритании Пеньковского считали супершпионом. Не зная, как ещё ублажить, присвоили воинские звания. И когда на конспиративной квартире он примерял специально сшитые для него мундиры, то на мгновение превращался из советского полковника в американского. Или в английского.
8. «Обмен на мосту»
Фильм о судьбе знаменитого советского разведчика-нелегала Рудольфа Абеля. Его знали под разными именами. Вильям Фишер. Он же «Франк». Он же «Арач». Он же «Марк». Он же Мартин Коллинз. Он же Эмиль Гольфус. Но широкую известность он получит как Рудольф Абель. Его освободят из американской тюрьмы, обменяв на лётчика-шпиона Фрэнсиса Пауэрса. Этот обмен произойдёт десятого февраля 1962 года в Берлине, на мосту Глинике.
9. «Сафари в Южной Америке».
В 1950-х годах советская разведка сумеет создать эффективную сеть на территории южноамериканского континента. Президент Парагвая Альфредо Стресснер увлекался охотой на крокодилов. Выиграть такой поединок способен только меткий стрелок. Поэтому Стресснер любил приглашать на охоту вот этого человека. Спустя много лет, станет известно, что ближайшим другом парагвайского диктатора был … советский разведчик — Михаил Филоненко.
10. «Шпионские страсти вокруг ракет».
В 1990-е годы на территории России резко активизировались иностранные разведки. В обстановке кризиса, охватившего всё постсоветское пространство, они надеялись проникнуть в самые охраняемые секреты — секреты обороны. Одна из агентурных групп американской военной разведки вела охоту за информацией об уникальном ракетном комплексе «Искандер».
11. «Тайная война Кима Филби».
Выпускник Кэмбриджского университета, корреспондент «Таймс». Сотрудник «Сикрет интеллидженс сервис». Начальник управления английской разведки по борьбе с коммунизмом. Представитель английской секретной службы при ЦРУ. У него было много имён. Но в историю советской разведки он вошёл как Ким Филби.
12. «Суперкрот — 2».
Когда в 1999 году вышел фильм «Суперкрот». Дело генерала Калугина" на авторов обрушилась буря негодования. Многие не могли поверить, что генерал КГБ на протяжении десятилетий сотрудничал с ЦРУ. Сегодня появились убедительные документы и факты. Авторы вновь обращаются к теме предательства генерала Калугина.
13. «Теракт под землёй»
8 января 1977 года в Москве прогремело несколько взрывов. Самый сильный, повлекший немало жертв, произошёл в метро. В те времена это было событие чрезвычайное. На поиск террористов бросили лучшие силы контрразведки. Искали по всей стране. Из улик были только остатки взрывного устройства. Казалось, что с такой скудной информацией невозможно выйти на след законспирированной организации. И всё-таки на неё вышли.
14. «Последний из „кембриджской пятёрки“»
Одна из самых захватывающих страниц истории советской разведки связана с Великобританией. Именно здесь работала легендарная «кембриджская пятёрка». Все участники этой группы оказались выдающимися разведчиками. Но в годы войны наибольший вклад в нашу победу внёс скромный сотрудник дешифровального центра Джон Кернкросс.
15. «Герои одной войны»
Они никогда не встретятся, хотя оба будут работать, выполняя одно и тоже секретное задание. Один — на Западе, другой, — на Востоке. Один станет носить немецкую форму, другой — персидский тюрбан. Один погибнет, другой останется жив. Оба удостоены звания Героя Советского Союза. Кузнецов Николай Иванович и Геворк Андреевич Вартанян.
16. «Нежданный гость»
Охотники за чужими секретами неразборчивы в методах. Цель для них оправдывает любые средства. Главное оружие иностранных шпионов — доллар. Если внимательно рассмотреть обратную сторону этой купюры, то обнаружится, что по краям изображена… паутина. Вот в эту паутину американский агент Эдмонд Поуп по кличке «Паук» и стремился завлечь людей, потерявших моральные ориентиры в новой российской действительности.
17. «Умереть на рассвете»
В 2005 году только за шесть месяцев в Махачкале произошло 43 террористических акта. Взрывы были различной мощности, но они происходили повсюду. Казалось, террористы хотят взорвать весь город. Наш фильм о тех, кто противостоит им. Эти люди выбрали такую профессию — уходить на смерть. Иногда по нескольку раз в день.
18. «Анатомия предательства»
Этот фильм о двух предателях. Один — завербованный англичанами профессиональный советский разведчик, второй — высокопоставленный дипломат. Оба бежали, почувствовав угрозу разоблачения. Один — в Великобританию, другой — в США. Всё начинается с детства. И дружба, и любовь. Но и предательство тоже начинается с детства. Первый — Олег Гордиевский, второй — Аркадий Шевченко.
19. «Охота за истребителем»
Истребитель СУ-27 не имеет зарубежных аналогов по техническим и аэродинамическим характеристикам. Именно поэтому иностранные спецслужбы пытаются раздобыть секреты производства этой уникальной машины. Путём подкупа они стараются втянуть российских военнослужащих в грязный бизнес, который на самом деле является обыкновенным предательством.
20. «Агент по имени „Уго“»
Спустя много лет, американцы так оценят деятельность этого советского разведчика: «Из-за Соутера и некоторых других мы могли бы проиграть войну Советам». Гленн Майкл Соутер, личный фотограф командующего Шестым флотом США, по своей инициативе вышел на связь с советской разведкой, потому что он считал политику США опасной для всего мира. И ещё потому, что он очень любил Россию.
21. «Бомба для всего мира»
Бомба, сброшенная на Хиросиму 6 августа 1945 года, стала заявкой Соединённых Штатов Америки на мировое господство. Обладая оружием массового поражения, они собирались диктовать всему человечеству свои условия. Только благодаря усилиям разведки, СССР удалось в кратчайшие сроки создать собственное атомное оружие. Это и уберегло мир от ядерной бойни. Супруги Коэн и супруги Розенберг.
22. «Бойцы специального назначения»
Они всё должны были делать лучше других: стрелять из различных видов оружия, уметь маскироваться и внезапно атаковать, выживать в самых трудных условиях. Когда в 1981 году было принято решение о создании в структуре разведки спецподразделения «Вымпел», председатель КГБ Юрий Андропов так напутствовал организатора этого отряда Юрия Дроздова: «И чтоб равных им не было!»
23. «В прицеле — президент»
Издавна в арсенале политиков существовали яд и кинжал. Мировая история свидетельствует о многочисленных фактах подлых убийств ради захвата власти. Но никогда раньше с таким цинизмом, как в наши дни, на фоне лозунгов о свободе и демократии, человечество не уничтожало своих лидеров, своих вождей.
24. «Миша, шеф штази»
Имя этого человека — Маркус Вольф. Но ему нравилось, когда его называли Мишей. Сын антифашиста, бежавшего из гитлеровской Германии в Советский Союз. Окончивший московскую школу и прошедший специальную подготовку для заброски в немецкий тыл. Журналист и дипломат. На протяжении 35 лет он будет возглавлять одну из самых результативных разведок мира.
25. «Наш человек в Японии»
Его казнят 7 ноября 1944 года в японской тюрьме Сугамо.
Восемь лет Рихард Зорге будет снабжать Москву самой точной, самой секретной информацией. Но когда его арестуют, и Япония предложит обменять на своих провалившихся агентов, Сталин ответит так: «Человек по имени Зорге нам неизвестен».
26. «Красные яблоки для Уокера»
Его назовут супершпионом XX века.
Джон Уокер, шифровальщик военно-морских сил США. С его помощью советская разведка расшифрует более миллиона секретных шифрограмм и 17 лет будет в курсе всех планов американского военного командования. На море и в воздухе.
27. «Клятва на верность»
В начале 1990-х годов рухнула старая экономика, рухнули все устои. Многие вчерашние комсомольцы и партработники смогли вписаться в новую жизнь — возглавили банки, акционерные общества. Ну, а некоторые стали во главе банд. И самое страшное, что в криминал пошли и военные, и представители спецслужб. ОПГ братьев Ларионовых.
28. «Операция „Монастырь“»
На протяжении всей войны группа советских разведчиков дезинформировала фашистов, выдавая себя за подпольную монархическую организацию «Престол», действующую в Москве. Немцы настолько поверили этой легенде, что наградили руководителя этой группы, советского разведчика Александра Демьянова фашистским орденом.
29. «Из Лос-Анджелеса совершенно секретно»
Они дружили с Чарли Чаплином и Уолтом Диснеем. Общались с самыми известными американскими писателями, музыкантами и политиками. Были завсегдатаями артистических вечеров и балов. И мало кто мог предположить, что эти обаятельные светские люди на самом деле являются профессиональными разведчиками. Михаил Исаакович Мукасей и Елизавета Ивановна Мукасей.
30. «Первый советский „крот“»
18 февраля 1959 года в своей московской квартире был арестован сотрудник ГРУ Пётр Попов. При обыске у него обнаружили многочисленные улики работы на иностранную разведку: шифры, инструкции, средства тайнописи. Как выяснится позднее, Попов стал первым «кротом» ЦРУ в советских спецслужбах. Шесть лет он работал против своей страны.
31-32. «Прошедшие через ад» (первый и второй фильм)
До сих пор мы не можем прийти в себя от того, что случилось в Беслане. До сих пор мы не можем преодолеть боль и гнев.
Но ещё 20 лет назад здесь же, в Осетии, произошло нечто подобное. Тогда, в 1988 году захват группы школьников в Орджоникидзе (ныне — Владикавказ) тоже стал шоком для всей страны. Спецслужбы делали всё. Террористы требовали деньги и оружие. И получили. Они хотели лететь в Израиль. И им предоставили самолёт. Передали даже наркотики. Главным было — освободить детей.
В Беслане это не удалось.
33. «Человек в тени»
В марте 1939 года Сталин отдал приказ уничтожить Троцкого. Выполнить это задание будет поручено, который уже зарекомендовал себя в проведении тайных операций — осторожному и хитрому, обладающему безошибочной интуицией. Человеку, который на протяжении многих лет будет руководить диверсантами и агентами, оставаясь всегда в тени — Науму Эйтингону.
34. «Итальянское каприччо»
В то время, когда другие газетчики писали о битвах за урожай, о достижениях и рекордах, он брал интервью у проститутки и рассказывал о танцовщице, которая первая вышла на сцену голой. Казалось, он выбирает темы не по заданию редактора, а подчиняясь собственной прихоти, капризу. Он мог позволить себе такие вольности, потому что был не только журналистом, но и разведчиком. Леонид Сергеевич Колосов.
35. «По кличке „Бриллиант“»
Он пройдёт всю войну в артиллерийских войсках. Будет награждён орденами и медалями. Позже, уже в военной разведке, дослужится до звания генерала. И только в 1986 году выяснится, что последние 25 лет этот человек работал на ЦРУ.
Верховный суд СССР приговорит Дмитрия Полякова к расстрелу.
36. «Убийца моей семьи»
Лаврентий Берия — одна из самых зловещих фигур отечественной истории. На его счету множество загубленных жизней. Согласно сюжету фильма, он лично виновен и в гибели отца автора этого фильма — дирижёра Евгения Микеладзе. Ему перед смертью проткнули уши по приказу наркома-палача.
Берия заставлял арестованных под пытками признаваться в шпионаже. По иронии судьбы он и сам будет осуждён и расстрелян как шпион иностранных разведок.